# Kvarnmotjärnarna (Alanäs socken, Jämtland, 714251-147502)
Kvarnmotjärnarna är en sjö i Strömsunds kommun i Jämtland och ingår i Ångermanälvens huvudavrinningsområde.